# 巻正平
巻 正平（まき しょうへい、1922年5月5日 - 1995年10月13日）は、日本の評論家、翻訳家。

## 来歴
福島県郡山市に生まれる。
第一高等学校を経て1948年東京帝国大学文学部哲学科卒業、大学時代は出隆に師事。
東洋経済新報社に勤め、1959年カッパ・ブックスより『姦通のモラル』を刊行、一夫一婦制には無理があるとして夫婦の自由恋愛を勧め、嫉妬心を批判した。バートランド・ラッセルの結婚観の影響を受けつつ、博識に裏打ちされた優れた著作である程度売れたが、むろん現状に変化はなく、続編を四部作まで刊行したものの、以後は女性向けの恋愛論や消費者問題に移行。
日本消費者協会勤務の後、消費者問題研究所長。相模女子短期大学教授、相模女子大学教授、同学芸学部長を務めた。現代教養文庫の『恋愛の方法』はロングセラーだった。ポルノ、ノンフィクション、SF作品の翻訳もある。
妻巻歌子（木村うた子）は初期の共同執筆者。

## 著書
- 『姦通のモラル』（光文社、カッパ・ブックス） 1959
- 『性の現代思想』（講談社、ミリオン・ブックス） 1960
- 『恋愛の方法』（社会思想研究会出版部、現代教養文庫） 1961
- 『現代結婚入門』（巻歌子共著、社会思想社、現代教養文庫） 1962
- 『国産品 メイドインジャパンの実力』（講談社、ブルーバックス） 1965
- 『愛するということ』（三一書房、高校生新書） 1965
- 『若い女性に贈る12章』（大和書房、銀河選書） 1967、のち大和人生文庫
- 『いい品をうまく買う』（文藝春秋、文春実用百科） 1968
- 『驚くべき日本商品 色盲人間のマネジメント』（青春出版社、プレイブックス） 1969
- 『欠陥商品』（三一新書） 1970
- 『消費者革命 消費者運動の理論と展望』（新時代社） 1970
- 『コンシューマリズム 立ち上がる消費者』（日本経済新聞社、日経新書） 1971
- 『日本人の意識改造 常識の鎖国から脱出のすすめ』（双葉社） 1973
- 『人間にとって性とは何か』（社会思想社、現代教養文庫） 1973
- 『保険の秘密 頭のいい<生命・火災・自動車保険>105の活用法』（産報、サンポウ・ブックス） 1973
- 『愛される女性のために 心を惹きつける魅力の条件』（大和出版販売） 1974
- 『なぜ愛されないのか 自分では気づかない15の盲点』（大和書房） 1976
- 『青春＝愛と性の世界 これだけは知っておきたい知識と心得』（大和出版） 1977
- 『恋愛カウンセリング』（社会思想社、現代教養文庫） 1977
- 『ヒーブ入門 消費者問題の新しい担い手』（日本経済新聞社） 1977
- 『消費者問題読本』（東洋経済新報社 1978
- 『愛されることば女らしい言葉 愛されるための7つの秘訣』（大和書房） 1978、のち文庫
- 『愛される方法 自分では気づかなかった魅力の演出法』（大和書房） 1976
- 『二人で向かいあって生きるための12章 女としての幸せを求めるあなたに』（大和書房） 1979
- 『大人になる人のシークレット・セミナー Sexの不安を解消する本』（大和出版） 1984

## 翻訳・編著
- 『性の心理学』（ハヴェロック・エリス、みすず書房） 1960
- 「匂える園」（マホメッド・エル・ネフザウィ、新流社、世界セクシー文学全集別巻3『薫園と愛壇』） 1962
- 『性の社会学』（F・ヘンリックス、紀伊国屋書店） 1963
- 『愛の技術』（J・ルートヘルス，ハヴェロック・エリス、新流社） 1964
- 『性愛禁秘抄』（新流社） 1964
- 『レジャー消費行動』（G・フィスク、ダイヤモンド社） 1969
- 『ネーダー アメリカを変えつつある男』（R・F・バックホーン、日本経済新聞社） 1972
- 『第二創世記 来たるべき生物学時代への堤言』（アルバート・ローゼンフェルト、早川書房、ハヤカワ・ノンフィクション）1972
- 『シビル 私のなかの16人』（フローラ・リータ・シュライバー、早川書房、ハヤカワ・ノンフィクション） 1974、のち改題『失われた私』（ハヤカワ文庫NF） 1978
- 『抑圧との闘い 現代を生きぬく積極人間』（ジョージ・バック，ハーブ・ゴールドバーグ、佑学社） 1975
- 『愛と性と赤ちゃん こどもたちの質問に答える』（アルカジイ・レオクム、社会思想社） 1975
- 『私は日本軍に抑留されていた 英国婦人マニラ収容所日記』（シリア・ルーカス、双葉社） 1975
- 『最愛の人わが父ラッセル』（キャサリン・テート、社会思想社） 1976
- 『エデンの授粉者』（ジョン・ボイド、早川書房、ハヤカワ文庫SF） 1976
- 『人間はどこから来たのか? 宇宙の起源と生命のあゆみ』（マルコム・ロス・マクドナルド、グラフィック社） 1978
- 『もう一度愛するならば ある精神分析医の遺書』（ノーマン・ガーボー、早川書房） 1980

## 参考
- 『恋愛の昭和史』（小谷野敦、文春文庫）